# Ларино
Ларѝно (на италиански: Larino) е градче и община в Централна Италия, провинция Кампобасо, регион Молизе. Разположено е на 400 m надморска височина. Населението на общината е 6904 души (към 2010 г.).